# Margaretha di Lussemburgo
Margaretha di Lussemburgo (nome completo in francese Margaretha Antonia Marie Félicité; Betzdorf, 15 maggio 1957) è una principessa lussemburghese.
È divenuta un membro della famiglia principesca del Liechtenstein dopo il suo matrimonio, al momento l'ultimo dinasticamente paritario tra due casate regnanti in Europa.

## Biografia

### Istruzione

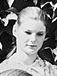
La principessa Margaretha nel 1971

La principessa Margaretha è nata nel 1957 al castello di Betzdorf assieme al gemello Giovanni, quarta figlia del granduca ereditario e di Giuseppina Carlotta del Belgio. Ebbero come padrini il nonno Felice e la prozia materna Margherita di Svezia.
Ha studiato alla Scuola Europea di Lussemburgo, in Belgio e Gran Bretagna. Si è formata all'Istituto di studi sociali dell'università cattolica di Parigi e tra il 1979 e il 1980 seguì le lezioni dell'Università di Notre Dame.
Parla fluentemente in lussemburghese, francese, inglese e tedesco.

### Attività e matrimonio
Nel 1975 si recò con la sorella Maria Astrid in Ruanda e per tre mesi prestò assistenza infermieristica tra gli ospedali del paese.

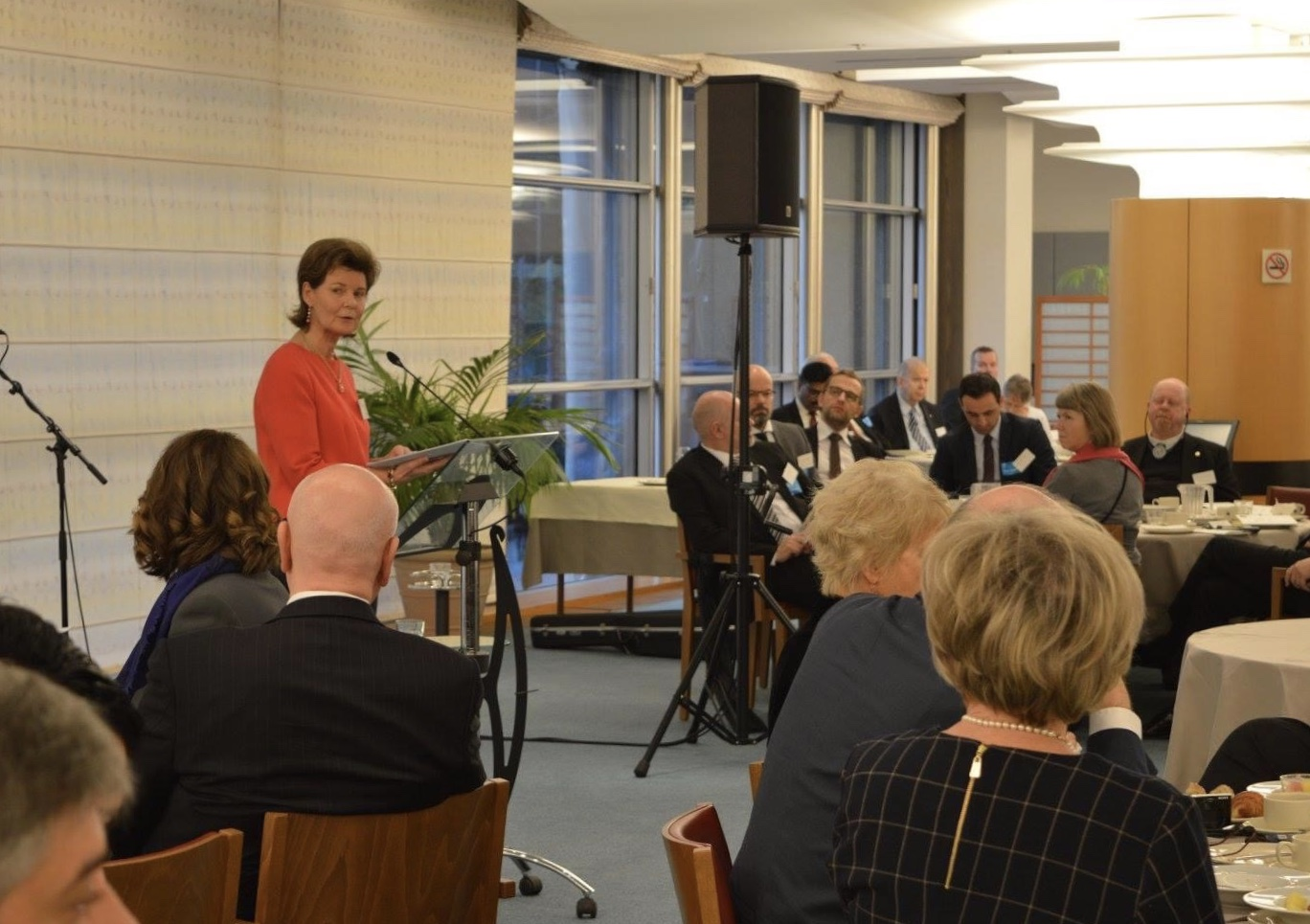
La principessa Margaretha al Parlamento europeo nel 2016

L'8 dicembre 1981 fu annunciato il suo fidanzamento ufficiale con Nikolaus del Liechtenstein.
Il 20 marzo 1982 si tenne il matrimonio civile officiato dalla sindaca Lydie Polfer nel palazzo granducale. L'unione religiosa fu celebrata da Jean Hengen, Igino Eugenio Cardinale e da Johannes Vonderach presso la cattedrale di Notre-Dame.
Interessata alle difficoltà riguardanti l'apprendimento scolastico, essendo lei stessa discalculica, è patrona dell'International Dyslexia Association dal 2001. Nel 2011 visitò con suo marito l'Università di Dallas ed entrambi furono intervistati dal campus.

## Patrocini
- International Dyslexia Association (dal 2001);[1]
- Troupe Princesse Margaretha Lëtzebuerger Guiden di Leudelange;[3]
- Asilo nido di Lussemburgo;[3]
- Associazione dei ciechi.[4]

## Discendenza
Margaretha di Lussemburgo e Nikolaus del Liechtenstein ebbero quattro figli:
- Principe Leopoldo del Liechtenstein (Prinz Leopold Emmanuel Jean Marie von und zu Liechtenstein; Bruxelles, 20 maggio 1984 – Bruxelles 20 maggio 1984). Sepolto nella Cripta Reale di Laeken.
- Principessa Maria Annunciata del Liechtenstein (Prinzessin Maria-Anunciata Astrid Joséphine Veronica von und zu Liechtenstein; Uccle, 12 maggio 1985). Ha contratto matrimonio civile il 26 giugno 2021 con l'imprenditore italiano Emanuele Musini a Gubbio. Il matrimonio religioso si è tenuto il 4 settembre 2021 a Vienna nell'Abbazia di Nostra Signora degli Scozzesi (Shottenkirche).
- Principessa Maria Astrid del Liechtenstein (Prinzessin Marie-Astrid Nora Margarita Veronica von und zu Liechtenstein; Uccle, 28 giugno 1987). Il 25 settembre 2021 ha sposato l'americano Raphael Worthington nel Duomo di Orbetello; hanno una figlia:
  - Althaea Georgina Worthington (nata il 1º luglio 2022).
- Principe Giuseppe Emanuele del Liechtenstein (Prinz Josef Emanuel Leopold Marie von und zu Liechtenstein; Uccle, 7 maggio 1989). Il 25 marzo 2022 nella Chiesa di San Pietro Claver (Cartagena de Indias) ha sposato la socialite colombiana, María Claudia «Cloclo» Echavarría Suárez, figlia della nota imprenditrice Evelia Suárez «Chiqui Echavarría» e del suo defunto marito, Felipe Echavarría Rocha (di origini basche).[9] Hanno un figlio:
  - Principe Leopoldo del Liechtenstein (nato a marzo 2023).

## Titoli e trattamento
- 15 maggio 1957 - 20 marzo 1982: Sua Altezza Reale, la principessa Margaretha di Lussemburgo, principessa di Nassau, principessa di Borbone-Parma
- 20 marzo 1982 - 26 ottobre 1993: Sua Altezza Reale, la principessa Margaretha del Liechtenstein, principessa Lussemburgo, principessa di Nassau, principessa di Borbone-Parma
- 26 ottobre 1993 - attuale: Sua Altezza Reale, la principessa Margaretha del Liechtenstein, contessa di Rietberg,[10] principessa di Lussemburgo, principessa di Nassau, principessa di Borbone-Parma

## Ascendenza
|                                |                      |                                   | Genitori                                  |  |  | Nonni |  |  | Bisnonni           |  |  | Trisnonni          |  |
|                                |                      |                                   |                                           |  |  |       |  |  | Roberto I di Parma |  |  | Carlo III di Parma |  |
|                                |                      |                                   |                                           |  |  |       |  |  | Roberto I di Parma |  |  | Carlo III di Parma |  |
|                                |                      | Luisa Maria di Borbone-Francia    |                                           |  |  |       |  |  | Roberto I di Parma |  |  |                    |  |
| Felice di Borbone-Parma        |                      |                                   |                                           |  |  |       |  |  | Roberto I di Parma |  |  |                    |  |
|                                |                      | Maria Antonia di Braganza         | Michele del Portogallo                    |  |  |       |  |  |                    |  |  |                    |  |
|                                |                      | Maria Antonia di Braganza         | Michele del Portogallo                    |  |  |       |  |  |                    |  |  |                    |  |
|                                |                      | Maria Antonia di Braganza         | Adelaide di Löwenstein-Wertheim-Rosenberg |  |  |       |  |  |                    |  |  |                    |  |
| Giovanni di Lussemburgo        |                      | Maria Antonia di Braganza         |                                           |  |  |       |  |  |                    |  |  |                    |  |
|                                |                      | Guglielmo IV di Lussemburgo       | Adolfo di Lussemburgo                     |  |  |       |  |  |                    |  |  |                    |  |
|                                |                      | Guglielmo IV di Lussemburgo       | Adolfo di Lussemburgo                     |  |  |       |  |  |                    |  |  |                    |  |
|                                |                      | Guglielmo IV di Lussemburgo       | Adelaide Maria di Anhalt-Dessau           |  |  |       |  |  |                    |  |  |                    |  |
| Carlotta di Lussemburgo        |                      | Guglielmo IV di Lussemburgo       |                                           |  |  |       |  |  |                    |  |  |                    |  |
|                                |                      | Maria Anna di Braganza            | Michele del Portogallo                    |  |  |       |  |  |                    |  |  |                    |  |
|                                |                      | Maria Anna di Braganza            | Michele del Portogallo                    |  |  |       |  |  |                    |  |  |                    |  |
|                                |                      | Maria Anna di Braganza            | Adelaide di Löwenstein-Wertheim-Rosenberg |  |  |       |  |  |                    |  |  |                    |  |
| Margharetha di Lussemburgo     |                      | Maria Anna di Braganza            |                                           |  |  |       |  |  |                    |  |  |                    |  |
|                                | Alberto I del Belgio | Filippo del Belgio                |                                           |  |  |       |  |  |                    |  |  |                    |  |
|                                | Alberto I del Belgio | Filippo del Belgio                |                                           |  |  |       |  |  |                    |  |  |                    |  |
|                                | Alberto I del Belgio | Maria di Hohenzollern-Sigmaringen |                                           |  |  |       |  |  |                    |  |  |                    |  |
| Leopoldo III del Belgio        | Alberto I del Belgio |                                   |                                           |  |  |       |  |  |                    |  |  |                    |  |
|                                |                      | Elisabetta di Baviera             | Carlo Teodoro di Baviera                  |  |  |       |  |  |                    |  |  |                    |  |
|                                |                      | Elisabetta di Baviera             | Carlo Teodoro di Baviera                  |  |  |       |  |  |                    |  |  |                    |  |
|                                |                      | Elisabetta di Baviera             | Maria José di Braganza                    |  |  |       |  |  |                    |  |  |                    |  |
| Giuseppina Carlotta del Belgio |                      | Elisabetta di Baviera             |                                           |  |  |       |  |  |                    |  |  |                    |  |
|                                |                      | Carlo di Svezia                   | Oscar II di Svezia                        |  |  |       |  |  |                    |  |  |                    |  |
|                                |                      | Carlo di Svezia                   | Oscar II di Svezia                        |  |  |       |  |  |                    |  |  |                    |  |
|                                |                      | Carlo di Svezia                   | Sofia di Nassau                           |  |  |       |  |  |                    |  |  |                    |  |
| Astrid di Svezia               |                      | Carlo di Svezia                   |                                           |  |  |       |  |  |                    |  |  |                    |  |
|                                |                      | Ingeborg di Danimarca             | Federico VIII di Danimarca                |  |  |       |  |  |                    |  |  |                    |  |
|                                |                      | Ingeborg di Danimarca             | Federico VIII di Danimarca                |  |  |       |  |  |                    |  |  |                    |  |
|                                |                      | Ingeborg di Danimarca             | Luisa di Svezia                           |  |  |       |  |  |                    |  |  |                    |  |
|                                |                      | Ingeborg di Danimarca             |                                           |  |  |       |  |  |                    |  |  |                    |  |